# 다프나 카스트너

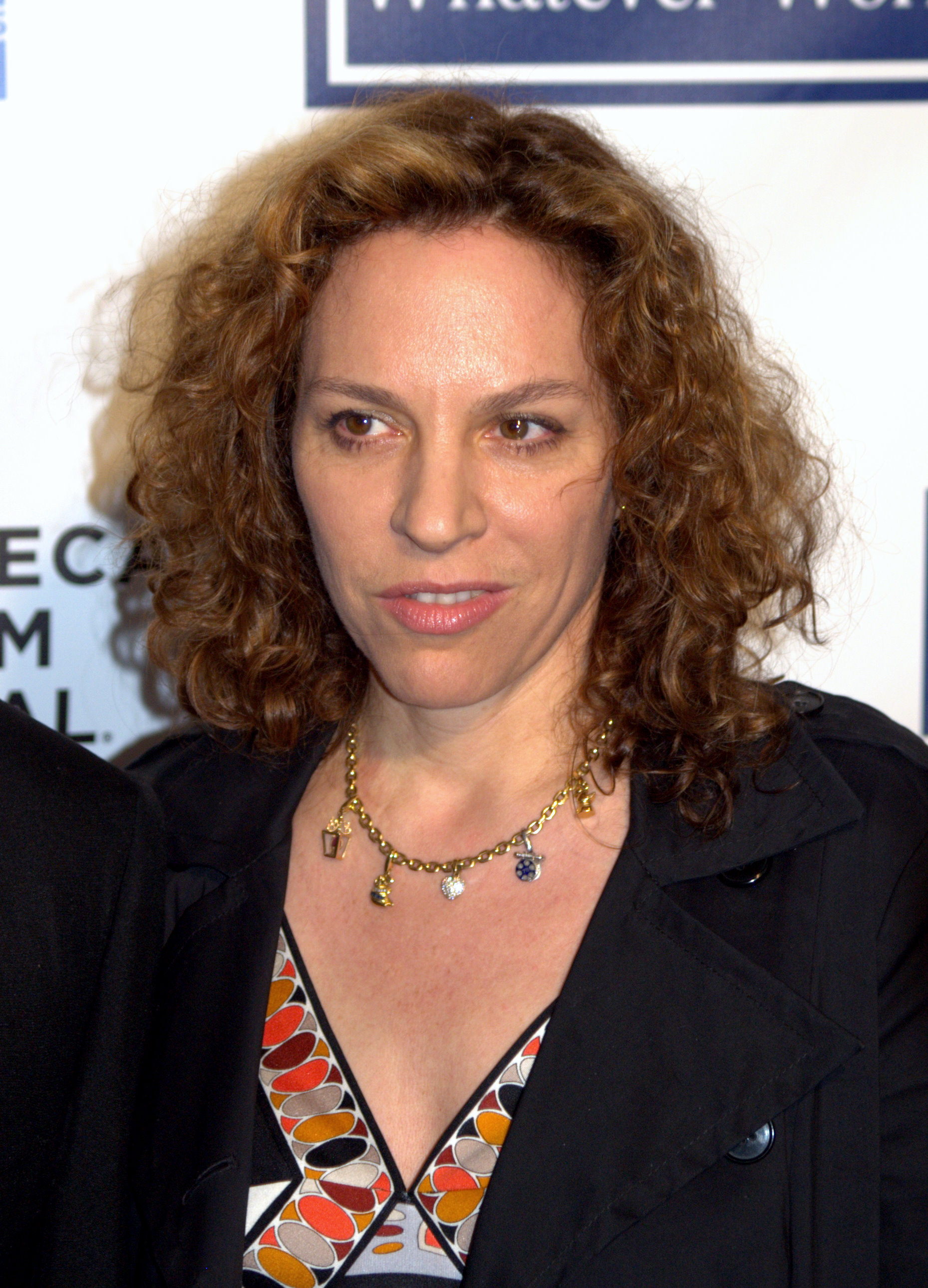

다프나 카스트너(Daphna Kastner, 1961년 4월 17일 ~ )는 캐나다의 배우, 각본가, 영화 감독, 영화배우이다.
몬트리올에서 태어났다.

## 영화
- 마이 섹시스트 이어 (2007년)
- 이든(프랑스어판) (2001년)
- 타임코드 (2000년)